# Wynford Dewhurst

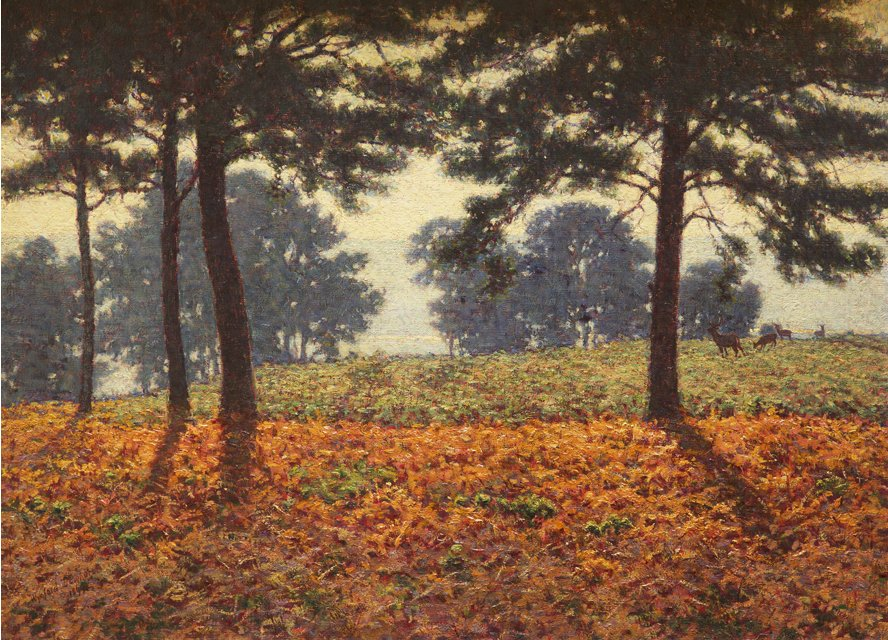
Evening Shadows, 1899

Wynford Dewhurst (Manchester, 26 januari 1864 – Burton upon Trent, 9 juli 1941) was een Britse kunstschilder die schilderde in de impressionistische stijl. Hij publiceerde artikelen over het impressionisme. Voor zijn schilderscarrière was hij actief als journalist en illustrator. Hij verbleef lange tijd in Frankrijk, waar hij ook studeerde en was een groot bewonderaar van Claude Monet.

## Biografie
Dewhurst was de zoon van James Robert Allen Smith en Ellen Dewhurst. Hij wijzigde zijn geboortenaam Thomas William Smith in Wynford Dewhurst tijdens het laatste jaar van zijn schildersopleiding in Parijs.
Dewhurst kreeg een opleiding in de rechten, maar in 1892 liet hij zijn carrière als journalist en illustrator voor wat het was en trok naar Parijs om er een schildersopleiding te volgen. Hij studeerde er aan de École des beaux-arts bij Jean-Léon Gérôme en volgde eveneens de lessen aan de Académie Julian bij Benjamin Constant en William Bouguerreau. 
Dewhurst schilderde vooral impressionistische landschappen in de buurt van Parijs en hij exposeerde in 1877 voor het eerst op het Parijse salon. In 1904 en 1907 nam hij deel aan de tentoonstellingen van de Society of British Artists in Londen en tussen 1909 en 1910 bij de New English Art Club. Tussen 1914 en 1926 exposeerde hij bij de Royal Academy of Arts. Hij nam ook meerdere keren deel aan tentoonstellingen in Parijs en Venetië, in 1910 in Buenos Aires en in Rome in 1911. Zijn bekendste werk is The Picnic uit 1908 dat bewaard wordt in de Manchester Art Gallery.
Dewhurst publiceerde ook een aantal artikelen en een boek over het impressionisme, waaronder zijn Impressionist Painting, Its Genesis and Development, waarin hij de theorie verdedigde dat het Engelse impressionisme eigenlijk een Engelse ontwikkeling was van de kunst van de Engelse landschapschilders zoals John Constable en William Turner en geen kopie van het Franse impressionisme, integendeel, het Franse impressionisme was volgens hem een verdere ontwikkeling van de Engelse landschapsschilderkunst bovendien gebaseerd op de Elements of Drawing van de Engelsman John Ruskin. Volgens Dewhurst was dit boek, gepubliceerd in 1857, een “compendium of the art of Impressionist painting”.
In 2016 werd er in Manchester een retrospectief van het werk van Wynford Dewhurst georganiseerd, het eerste sedert zijn dood in 1941.